# Adré
Adré (arabisch أدري) ist eine Stadt im Osten des Tschad. Sie liegt direkt an der Grenze zum Sudan und ist die Hauptstadt des Départements Assoungha, das in der Provinz Wadai liegt. Beim Zensus 2009 hatte die Stadt 15.361 Einwohner.

## Verkehr
Adré liegt an der Fernverkehrsstraße, die von N’Djamena aus das Land in Richtung Osten durchquert und damit Teil des N’Djamena-Dschibuti-Highways ist. In Richtung Osten führt die Straße im Sudan weiter in das nahe al-Dschunaina und in Richtung Zentralsudan. Die Straße hat eine hohe Bedeutung für Pilger auf dem Weg nach Mekka und für den internationalen Handel der Länder zwischen Nigeria und Sudan.
Adré ist der offizielle tschadische Grenzübergangspunkt, im Jahr 2021 wurde ein neuer Grenzkontrollposten in Betrieb genommen, um die Grenze besser kontrollieren zu können.
Am Nordwestrand der Stadt liegt die kurze, unbefestigte Start- und Landebahn des Flugplatzes Adré.

## Geschichte
Der Name Adré stammt vom Masalit-Wort „adéré“, das „See“ bedeutet. Das könnte sich auf den See beziehen, der am Nordostrand der Stadt liegt.
Während der französischen Kolonialzeit war der Verwaltungsposten der Region zunächst nördlich von Adré in Toumtouma; im Jahr 1917 wurde dieser jedoch nach Adré verlegt.
Durch seine Lage an der Grenze ist Adré vom Darfur-Konflikt betroffen, nicht zuletzt durch die Ankunft Zehntausender Flüchtlinge aus Darfur. Schon Anfang 2004 waren in der Region Adré 27.000 bis 30.000 Flüchtlinge in Flüchtlingslagern untergebracht.
Im Bürgerkrieg im Tschad 2005–2010 kam es 2005 zur „Schlacht um Adré“, bei der (nach unterschiedlichen Angaben) zwischen 70 und mehreren Hundert Personen starben. Am 1. Februar 2007 starben 32 Menschen bei einem bewaffneten Angriff auf Adré.
Auch während der Kämpfe im Sudan 2023 hatte Adré für die Bevölkerung von Darfur eine hohe Bedeutung. Im Juni 2023 berichtete Ärzte ohne Grenzen, dass innerhalb von vier Tagen fast 900 Verwundete und 15.000 Flüchtlinge Adré erreicht hätten.